# 체스 (가수)
체스(Chess)는 2010년에 결성된 대한민국의 남성 그룹 2인조이다. 멤버는 김우주, 최영준이며  2010년 싱글앨범 〈First Move, Leave〉로 데뷔했다.